# テオ・ファビ
テオドリコ・"テオ"・ファビ（Teodorico "Teo" Fabi, 1955年3月9日 - ）は、イタリア・ミラノ出身の元レーシングドライバー。1982年から1987年までF1世界選手権に出走。1983年から1995年までインディ500に参戦した。

## 経歴
ファビ家はタルカムパウダー生産事業をしており、父はその傍らアバルトでレースに参戦する愛好家だった。ファビは少年時代はスキーの選手だった。ある時、ファビが出場するスキーの大会を見に来ていた弟のコラードが山で退屈してしまい、たまたまあったゴーカート場で遊び始めると夢中になり、父はコラードにそのあとでレーシングカートをプレゼントしたため、先にカートキャリアを開始したのはコラードだった。そのあとからファビもレースに興味を持ち始めた。

### デビュー初期
1975年にアルファロメオ・1600GTVでツーリングカーレースにデビュー。1977年9月にヨーロッパフォーミュラ3選手権のヴァレルンガラウンドにスポット参戦する（トランスミッショントラブルによりリタイヤ）。

### フォーミュラ3
1978年よりアストラ・レーシングに加入し、ヨーロッパ・フォーミュラ3選手権にフル参戦を開始すると初優勝・初PPを含む年間3勝を挙げランキング4位と頭角を現す。同年は日程が重ならない場合参戦したイタリアF3でも3勝を挙げた。シーズンが終了すると、ヨーロッパではオフシーズンの時期にマーチ・エンジニアリングのワークスドライバーとして起用され、アルゼンチンとニュージーランドのフォーミュラレースに遠征。ニュージランド・フォーミュラ・パシフィック選手権では参戦した10戦中4PP、6勝と圧勝でシリーズチャンピオンとなった（ランキング3位はラリー・パーキンス、4位にエイエ・エリジュ）。この好結果によって翌年のマーチF2活動のシートを獲得する。

### フォーミュラ2
1979年、マーチよりヨーロッパF2選手権にステップアップ。同年7月には日本に遠征し、全日本F2選手権にスポット参戦。初めて走行する鈴鹿サーキットでの予選7位となったタイム2分15秒67は、同じマーチ・782に乗る桑島正美（2分16秒40）、高橋国光（2分16秒82）、長坂尚樹（2分16秒73）などの経験者より0.8-1.2秒速いラップライムをマークする。マーチF2にエンジン供給をしていたBMWとの関係も築かれ、BMWが力を入れていたプロカーBMW・M1選手権のモンツァラウンドや、9月6日に行われマーチ・BMW M1で参戦していたスポーツカー選手権のヴァレルンガ6時間レースにエイエ・エリジュとのコンビでスポット参戦した。
1980年はヨーロッパF2での二年目となり、ファビはマーチ・BMW陣営のエース格として第2戦ホッケンハイム、第3戦ニュルブルクリンクと連勝する。しかし同年のヨーロッパF2ではロリー・バーンが制作したトールマン・TG280/Bが高い性能を持ち、ブライアン・ヘントンとデレック・ワーウィックのコンビによってトールマンチームがシーズンを制覇し、ファビはその2台の直後となるランキング3位となった。

### Can-Am選手権
1981年は北アメリカ大陸を舞台にマーチがカナディアン-アメリカン・チャレンジカップ(Can-Am)用シャシー「マーチ・817」を供給し、これにシボレーエンジンを搭載して参戦するニューマン・ハース・レーシングに加入し、Can-Am選手権に本格参戦。シーズン7度のPP獲得と4勝を挙げ、チャンピオンとなったジェフ・ブラバムに次ぐランキング2位を獲得する。

### フォーミュラ1
1982年、ヨーロッパF2参戦時のライバルチームであり、1981年よりF1へ進出していたトールマンに起用され、ファビはF1へ初参戦することになった。しかしトールマンのF1マシンTG181は設計者であるロリー・バーンも認める直4ターボエンジンの排熱処理問題という欠点を持っており、チームメイトとなったデレック・ワーウィックともども予選通過すること自体が大きな成果という状況であった。第4戦サンマリノGPで、初めて予選を通過しF1決勝デビューとなった。同シーズンは予選通過7回、予選不通過7回（うち1回は予備予選落ち）だった。
1983年は北米CART選手権でマーチ製シャシーを使用するフォーサイス・レーシングへ移籍し、1シーズンCARTへ参戦後、1984年はブラバムに加入して前年に同チームでF1ドライバーズチャンピオンを獲得したネルソン・ピケのサポート役としてF1参戦。アメリカ東GPで自身初入賞となる3位表彰台を獲得した。シーズン通算では3度の入賞を果たし9ポイントを獲得。前年に続いて北米からのオファーもあり、ビッグ・イベントであるインディ500を優先して参戦したことで、F1ではトータル5戦を欠場した。その際にブラバムに乗る代役は弟のコラード・ファビが務めた。

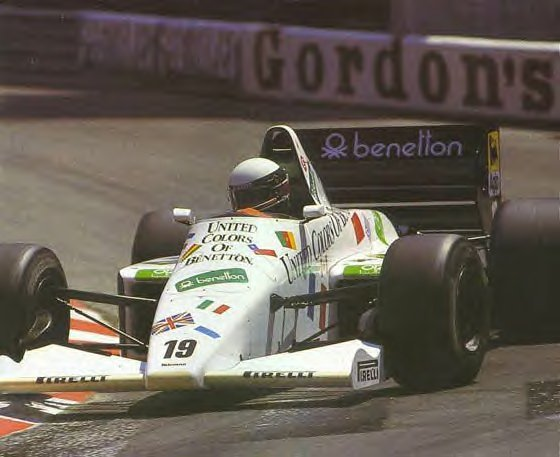
トールマン・TG185をドライブするファビ

前年のF1シーズン終了後、一時的にレギュラーシートを失っていたが、1985年5月にタイヤ供給問題を解決した古巣トールマンよりオファーがあり、第4戦モナコGPよりF1に復帰。第9戦ドイツGPにてF1では自身初のポールポジション（PP）を獲得した。これは、トールマンチームとハートエンジンにとっても初のPP獲得だった。しかし決勝ではTG185に多発したトラブルのために結果が出ず、年間ノーポイントでシーズンを終えた。
1986年に向けてトールマンに残留したが、85年シーズン終了後にチームはイタリアの衣料品会社ベネトンに買収され、「ベネトン・フォーミュラ」と改組され、チームメイトには新たにエンジン供給を受けることになったBMWの秘蔵っ子と呼ばれていたゲルハルト・ベルガーが加入しコンビを組んだ。直4ターボのM12/13エンジンはストレートスピードに秀でており、高速コースの第12戦オーストリアGP、第13戦イタリアGPでファビは連続PPを記録したが、ハイパワーではあるが信頼性の低いマシンのためにリタイヤが多く、獲得ポイントは2点（5位1回）だった。
1987年もベネトンに残留し、フェラーリへと移籍したベルガーに代わりチームメイトはティエリー・ブーツェンとなった。第2戦サンマリノGPでファステストラップを記録、第10戦オーストリアGPでは同年の最強マシンであるウィリアムズ・ホンダの2台に続く3位表彰台を獲得するなど、堅実にポイントを重ね12ポイント獲得した。しかし、チームメイトのブーツェンとの不仲によりチームに嫌気が差したこと、さらにはアメリカのCARTからは依然高く評価されており、開発手腕を買われてCARTのポルシェエンジンプロジェクトに移ることとなり、同年最終戦をもってF1から離れた。

### インディカー
1983年にマーチがインディ用シャシー「マーチ・83C」の開発をファビに託し、インディでのマーチシャシー供給先だったフォーサイス・レーシングからインディカーシリーズ（チャンプカー・ワールド・シリーズ）に参戦する。シリーズ参戦2戦目となったインディ500では、デビューイヤーにポールポジションを獲得し、シーズン通算では6度のPPと4勝を挙げる活躍でアル・アンサーに次ぐランキング2位を獲得。シーズン終盤にはランキングをマリオ・アンドレッティと争う展開となったが、ファビが連勝でアンドレッティを突き放してのランキング2位獲得であり、同シーズンのルーキー・オブ・ザ・イヤーも受賞する。1984年もフォーサイスのマーチ・84Cで7月の第7戦クリーヴランドまで参戦したが、F1ブラバムのメインスポンサーであるイタリア企業パルマラットが、前年のチャンピオンであるネルソン・ピケのサポート役にイタリア人であるファビの起用を希望し、インディ500が終了した7月以後はF1に参戦が絞られた。
2年半のベネトンでのF1参戦を挟み、1988年に満を持してインディカーシリーズ参入開始したポルシェのナンバー1ドライバーとして、4年ぶりとなるシリーズ参戦となった。なお、シャシーはファビとの縁が深いマーチ製であり、そのセッティング開発能力を買われての起用であった。1995年までインディ500に参戦。1996年4月にパックウェストからシリーズにスポット参戦したのが自身最後のレースキャリアとなった。

### スポーツプロトタイプカー選手権
フォーミュラ以外のカテゴリーでは、1982年のモンツァ1000kmでオファーを受けていたランチア・ワークス入りし、1983年シーズンまでフォーミュラと並行してスポーツカー世界選手権（WEC）に参戦した。マルティーニ・ランチアではミケーレ・アルボレート、アレッサンドロ・ナニーニ、リカルド・パトレーゼがチームメイトだった。
インディカーとF1での参戦を経て、1991年はスポーツカー世界選手権（SWC）のジャガー・ワークスチームと契約し、ジャガー・XJR-12とジャガー・XJR-14をドライブし シリーズチャンピオンを獲得。1992年は第3戦ル・マン24時間のみトヨタ・チーム・トムスから参戦し、ヤン・ラマース、アンディ・ウォレスと共にTS0101（8号車）をドライブし8位となった。1993年はプジョー・ワークスよりオファーを受け、同年のSWCカレンダーからは外されていたル・マン24時間レースに参戦、ヤニック・ダルマス、ティエリー・ブーツェンとのチームで2位表彰台に立った。なお、このレースはプジョーの1-2-3フィニッシュであった。

## その他
- ファビ家の生業であるベビーパウダー事業を取りまとめていた父が1984年に急逝してしまったため、事業を継ぐために弟のコラードがその年限りで兄より先にレーサーを引退して事業を継いだ。
- 高速コースで主に好結果を残している。PPを獲得したレースは、1985年ドイツGP（ニュルブルクリンク）を除き、デビューイヤーでPP獲得となったインディ500（インディアナポリス）、F1で獲得した1986年F1オーストリアGP（エステルライヒリンク：現A1リンク）、同イタリアGP（モンツァ）であり、どれも超ハイスピードサーキットでの獲得である。
  - 1986年イタリアGPでは、最終コーナーでガス欠症状に見舞われながらのタイムでPPを獲得した[10]。
- 1987年のベネトンで同僚となったティエリー・ブーツェンとは、シーズンが後半になるにつれて関係が悪化し口論をするまでになっていたが[11]、後年に和解。1993年のル・マン24時間レースでは共にプジョー・ワークスのプジョー・905に乗り共闘、2位表彰台を獲得した。
- F1で通算3回のPP獲得も、マシントラブルによりフォーメーションラップの隊列に参加できない事もあった為、通算ラップリーダーは0周だった。優勝経験のないのPP獲得者は多く存在するが、PP経験者でラップリーダーの記録がないのは2023年現在ファビただ1人だけである。

## レース戦績

### ヨーロッパ・フォーミュラ3選手権
| 年     | エントラント         | シャシ        | エンジン    | 1     | 2     | 3       | 4     | 5       | 6       | 7     | 8       | 9       | 10    | 11      | 12    | 13      | 14      | 15  | 16    | Pos. | Pts |
| ------ | -------------------- | ------------- | ----------- | ----- | ----- | ------- | ----- | ------- | ------- | ----- | ------- | ------- | ----- | ------- | ----- | ------- | ------- | --- | ----- | ---- | --- |
| 1977年 | テオ・ファビ         | オゼッラ・FA3 | トヨタ 2T-G | LEC   | NÜR   | ZAN     | ZOL   | ÖST     | IMO     | PER   | MNZ     | CET     | KNU   | KAS     | DON   | JAR     | VLL Ret |     |       | NC   | 0   |
| 1978年 | アストラ・レーシング | マーチ・783   | トヨタ 2T-G | ZAN 3 | NÜR 2 | ÖST DNQ | ZOL 1 | IMO Ret | NÜR Ret | DIJ 1 | MNZ Ret | PER Ret | MAG 3 | KNU DNQ | KAR 3 | DON Ret | KAS Ret | JAR | VLL 1 | 4位  | 45  |

### ヨーロッパ・フォーミュラ2選手権
| 年     | チーム                   | シャシー    | エンジン  | 1       | 2     | 3       | 4       | 5       | 6     | 7       | 8       | 9     | 10    | 11      | 12      | Pos. | Pts |
| ------ | ------------------------ | ----------- | --------- | ------- | ----- | ------- | ------- | ------- | ----- | ------- | ------- | ----- | ----- | ------- | ------- | ---- | --- |
| 1979年 | マーチ・エンジニアリング | マーチ・792 | BMW M12/7 | SIL Ret | HOC 6 | THR Ret | NÜR 14  | VLL Ret | MUG 4 | PAU Ret | HOC Ret | ZAN 2 | PER 4 | MIS 11  | DON Ret | 10位 | 13  |
| 1980年 | ICIレーシング            | マーチ・802 | BMW M12/7 | THR 7   | HOC 1 | NÜR 1   | VLL Ret | PAU Ret | SIL 4 | ZOL Ret | MUG 3   | ZAN 3 | PER 8 | MIS Ret | HOC 1   | 3位  | 38  |

### 全日本F2選手権
| 年     | チーム                | 1     | 2   | 3   | 4   | 5       | 6   | 7     | 順位 | ポイント |
| ------ | --------------------- | ----- | --- | --- | --- | ------- | --- | ----- | ---- | -------- |
| 1979年 | DIATONE マーチ782     | SUZ   | NIS | SUZ | FSW | SUZ Ret | SUZ | SUZ   | -    | -        |
| 1980年 | Walter Wolf マーチ802 | SUZ   | NIS | SUZ | SUZ | C       | SUZ | SUZ 8 | 17位 | 3        |
| 1981年 | Walter Wolf マーチ802 | SUZ 4 | SUZ | SUZ | SUZ | SUZ     |     |       | 8位  | 23       |

### F1
| 年     | 所属チーム                        | シャシー | 1       | 2       | 3       | 4       | 5       | 6        | 7       | 8       | 9       | 10      | 11      | 12      | 13      | 14      | 15      | 16      | WDC       | ポイント |
| ------ | --------------------------------- | -------- | ------- | ------- | ------- | ------- | ------- | -------- | ------- | ------- | ------- | ------- | ------- | ------- | ------- | ------- | ------- | ------- | --------- | -------- |
| 1982年 | トールマン                        | TG181C   | RSA DNQ | BRA DNQ | USW DNQ | SMR NC  | BEL Ret | MON DNPQ | DET     | CAN     | NED DNQ | GBR Ret | FRA Ret | GER DNQ | AUT Ret | SUI Ret | ITA Ret | CPL DNQ | NC (35位) | 0        |
| 1984年 | MRD インターナショナル (ブラバム) | BT53     | BRA Ret | RSA Ret | BEL Ret | SMR Ret | FRA 9   | MON      | CAN     | DET 3   | DAL     | GBR Ret | GER Ret | AUT 4   | NED 5   | ITA Ret | EUR Ret | POR     | 12位      | 9        |
| 1985年 | トールマン                        | TG185    | BRA     | POR     | SMR     | MON Ret | CAN Ret | DET Ret  | FRA 14  | GBR Ret | GER Ret | AUT Ret | NED Ret | ITA 12  | BEL Ret | EUR Ret | RSA Ret | AUS Ret | NC (31位) | 0        |
| 1986年 | ベネトン                          | B186     | BRA 10  | ESP 5   | SMR Ret | MON Ret | BEL 7   | CAN Ret  | DET Ret | FRA Ret | GBR Ret | GER Ret | HUN Ret | AUT Ret | ITA Ret | POR 8   | MEX Ret | AUS 10  | 15位      | 2        |
| 1987年 | ベネトン                          | B187     | BRA Ret | SMR Ret | BEL Ret | MON 8   | DET Ret | FRA 5    | GBR 6   | GER Ret | HUN Ret | AUT 3   | ITA 7   | POR 4   | ESP Ret | MEX 5   | JPN Ret | AUS Ret | 9位       | 12       |

- 太字はポールポジション、斜字はファステストラップ。(key)

### CARTワールドシリーズ
| 年     | チーム                         | シャシー        | エンジン                   | 1      | 2       | 3       | 4      | 5      | 6       | 7      | 8      | 9      | 10     | 11     | 12     | 13     | 14     | 15     | 16     | 17   | 順位 | Pts |
| ------ | ------------------------------ | --------------- | -------------------------- | ------ | ------- | ------- | ------ | ------ | ------- | ------ | ------ | ------ | ------ | ------ | ------ | ------ | ------ | ------ | ------ | ---- | ---- | --- |
| 1983年 | フォーサイス・レーシング       | マーチ・83C     | コスワース・DFX            | ATL 20 | INDY 26 | MIL 4   | CLE 3  | MCH 15 | ROA 15  | POC 1  | RIV 2  | MDO 1  | MCH 3  | CPL 25 | LS 1   | PHX 1  |        |        |        |      | 2位  | 146 |
| 1984年 | フォーサイス・レーシング       | マーチ・84C     | コスワース・DFX            | LBH 18 | PHX 19  | INDY 24 | MIL 12 | POR 3  | MEA 27  | CLE 13 | MCH    | ROA    | POC    | MDO    | SAN    | MCH    | PHX    | LS     | CPL    |      | 25位 | 15  |
| 1988年 | ポルシェ・モータースポーツ     | マーチ・88P     | ポルシェ・Indy V8          | PHX 7  | LBH 24  | INDY 28 | MIL 9  | POR 7  | CLE 24  | TOR 10 | MEA 18 | MCH 25 | POC 24 | MDO 8  | ROA 8  | NAZ 4  | LS 10  | MIA 21 |        |      | 10位 | 44  |
| 1989年 | ポルシェ・モータースポーツ     | マーチ・89P     | ポルシェ・Indy V8          | PHX 6  | LBH 27  | INDY 30 | MIL 3  | DET 4  | POR 4   | CLE 4  | MEA 9  | TOR 4  | MCH 2  | POC 4  | MDO 1  | ROA 2  | NAZ 16 | LS 19  |        |      | 4位  | 141 |
| 1990年 | ポルシェ・モータースポーツ     | マーチ・89P     | ポルシェ・Indy V8          | PHX 24 | LBH 10  |         |        |        |         |        |        |        |        |        |        |        |        |        |        |      | 14位 | 33  |
| 1990年 | ポルシェ・モータースポーツ     | マーチ・90P     | ポルシェ・Indy V8          |        |         | INDY 18 | MIL 12 | DET 24 | POR 7   | CLE 13 | MEA 3  | TOR 15 | MCH 24 | DEN 27 | VAN 16 | MDO 19 | ROA 25 | NAZ 11 | LS 7   |      | 14位 | 33  |
| 1992年 | ニューマン・ハース・レーシング | ローラ・T92/00  | フォード コスワース・XB    | SRF    | PHX     | LBH     | INDY   | DET 6  | POR     | MIL    | NHA    | TOR    | MCH    | CLE    | ROA    | VAN    | MDO    | NAZ    | LS     |      | 21位 | 8   |
| 1993年 | ホール・VDS・レーシング        | ローラ・T93/00  | イルモア-シボレー・V8 265C | SRF 9  | PHX 5   | LBH 4   | INDY 9 | MIL 9  | DET 22  | POR 25 | CLE 8  | TOR 14 | MCH 6  | NHA 16 | ROA 8  | VAN 8  | MDO 24 | NAZ 11 | LS 8   |      | 11位 | 64  |
| 1994年 | ホール・レーシング             | レイナード・94i | イルモア・Indy V8          | SRF 7  | PHX 26  | LBH 9   | INDY 7 | MIL 17 | DET 4   | POR 26 | CLE 9  | TOR 8  | MCH 4  | MDO 21 | NHA 20 | VAN 18 | ROA 4  | NAZ 6  | LS 5   |      | 9位  | 79  |
| 1995年 | フォーサイス・レーシング       | レイナード・95i | フォード コスワース・XB    | MIA 16 | SRF 13  | PHX 7   | LBH 3  | NAZ 7  | INDY 8  | MIL 4  | DET 7  | POR 23 | ROA 9  | TOR 4  | CLE 19 | MCH 4  | MDO 17 | NHA 12 | VAN 19 | LS 9 | 9位  | 83  |
| 1996年 | パックウェスト・レーシング     | レイナード・96i | フォード コスワース・XD    | MIA    | RIO     | SRF     | LBH 18 | NAZ 16 | 500 Wth | MIL    | DET    | POR    | CLE    | TOR    | MCH    | MDO    | ROA    | VAN    | LS     |      | 36位 | 0   |

(太字はポールポジション)

#### インディ500
| 年     | シャーシ        | エンジン                        | グリッド | フィニッシュ | チーム                     |
| ------ | --------------- | ------------------------------- | -------- | ------------ | -------------------------- |
| 1983年 | マーチ・83C     | コスワース・DFX                 | 1        | 26           | フォーサイス・レーシング   |
| 1984年 | マーチ・84C     | コスワース・DFX                 | 14       | 24           | フォーサイス・レーシング   |
| 1988年 | マーチ・88P     | ポルシェ・Indy V8               | 17       | 28           | ポルシェ・モータースポーツ |
| 1989年 | マーチ・89P     | ポルシェ・Indy V8               | 13       | 30           | ポルシェ・モータースポーツ |
| 1990年 | マーチ・90P     | ポルシェ・Indy V8               | 23       | 18           | ポルシェ・モータースポーツ |
| 1993年 | ローラ・T93/00  | イルモア-シボレー・Indy V8 265C | 17       | 9            | ホール/VDS・レーシング     |
| 1994年 | レイナード・94i | イルモア・Indy V8               | 24       | 7            | ホール・レーシング         |
| 1995年 | レイナード・95i | フォード コスワース・XB         | 15       | 8            | フォーサイス・レーシング   |

### ル・マン24時間レース
| 年     | チーム                                                    | コ・ドライバー                                  | 使用車両                       | クラス | 周回 | 総合順位 | クラス順位 |
| ------ | --------------------------------------------------------- | ----------------------------------------------- | ------------------------------ | ------ | ---- | -------- | ---------- |
| 1980年 | スクーデリア・ランチア・コルセ                            | ハンス・ヘイヤー ベルナール・ダルニシ           | ランチア・ベータ・モンテカルロ | Gr.5   | 6    | DNF      | DNF        |
| 1982年 | マルティーニ・レーシング                                  | ミケーレ・アルボレート ロルフ・シュトメレン     | ランチア・LC1                  | C      | 92   | DNF      | DNF        |
| 1983年 | マルティーニ・レーシング                                  | ミケーレ・アルボレート アレッサンドロ・ナニーニ | ランチア・LC2                  | C      | 27   | DNF      | DNF        |
| 1991年 | シルクカット・ジャガー トム・ウォーキンショー・レーシング | ボブ・ウォレク ケニー・アチソン                 | ジャガー・XJR-12               | C2     | 356  | 3位      | 3位        |
| 1992年 | トヨタ・チーム・トムス                                    | ヤン・ラマース アンディ・ウォレス               | トヨタ・TS010                  | C1     | 331  | 8位      | 5位        |
| 1993年 | プジョー・タルボ・スポール                                | ティエリー・ブーツェン ヤニック・ダルマス       | プジョー・905 Evo 1B           | C1     | 374  | 2位      | 2位        |

### スポーツカー世界選手権
| 年     | チーム                 | 使用車両         | クラス | 1       | 2     | 3     | 4     | 5     | 6     | 7       | 8     | 順位 | ポイント |
| ------ | ---------------------- | ---------------- | ------ | ------- | ----- | ----- | ----- | ----- | ----- | ------- | ----- | ---- | -------- |
| 1991年 | シルクカット・ジャガー | ジャガー・XJR-14 | C1     | SUZ Ret | MON 2 | SIL 1 |       | NÜR 2 | MAG 3 | MEX DNS | AUT 3 | 1位  | 86       |
| 1991年 | シルクカット・ジャガー | ジャガー・XJR-12 | C2     |         |       |       | LMN 3 |       |       |         |       | 1位  | 86       |
| 1992年 | トヨタ チーム・トムス  | トヨタ・TS010    | C1     | MON     | SIL   | LMN 8 | DON   | SUZ   | MAG   |         |       | 27位 | 8        |